# Bunder (Patuk)
Bunder is een bestuurslaag in het regentschap Gunung Kidul van de provincie Jogjakarta, Indonesië. Bunder telt 2954 inwoners (volkstelling 2010).